# Morsbronn-les-Bains
Morsbronn-les-Bains – miejscowość i gmina we Francji, w regionie Grand Est, w departamencie Dolny Ren.
Według danych na rok 1990 gminę zamieszkiwało 585 osób, 85 os./km².